# National Three Peaks Challenge

Mappa topografica del Regno Unito con la posizione delle tre cime da scalare e il percorso stradale consigliato per collegarle.

Il National Three Peaks Challenge è un'escursione individuale o di gruppo, che consiste nel raggiungere le tre vette più alte in ogni paese della Gran Bretagna: Ben Nevis (1345 m s.l.m.) in Scozia, Scafell Pike (978 m) in Inghilterra e Snowdon (1085 m) in Galles. Secondo le classiche regole, il tempo assegnato per questa sfida è di 24 ore. La sfida è spesso intrapresa per beneficenza per raccogliere fondi per uno scopo specifico. Non esiste un'organizzazione che confermi il raggiungimento dell'obiettivo, come nel caso di Land's End to John o' Groats, sebbene la sfida sia interessata dall'organizzazione Institute of Fundraising, che ha pubblicato una serie di raccomandazioni sulla sfida. Nel 2003, 29.000 persone hanno preso parte alla sfida. Il percorso prevede una serie di regole di condotta per ridurre al minimo perdite e danni ambientali.

## Obiettivo
Lo scopo è quello di conquistare le tre cime più grandi della Gran Bretagna entro ventiquattro ore con un sistema combinato: il percorso tra le cime è coperto da auto, la vetta è raggiunta dalla base di ogni montagna da percorsi turistici accessibili. È possibile utilizzare mezzi di comunicazione come un telefono cellulare o una radio. L'ordine in cui vengono completate le vette è facoltativo, sebbene tradizionalmente vi sia prima il picco scozzese, poi quello inglese e infine quello gallese. L'inizio e la fine della sfida è un tocco simbolico del mare. La durata è illimitata, anche se si consiglia di non fare un viaggio nei fine settimana, nei mesi estivi e di limitare il numero di partecipanti a 200.

## Le tre cime
- Ben Nevis / Beinn Nibheis (1.345 mo 4.413 piedi), la montagna più alta della Scozia
- Scafell Pike (978 mo 3.209 piedi), la montagna più alta dell'Inghilterra
- Snowdon / Yr Wyddfa (1.085 mo 3.560 piedi), la montagna più alta del Galles

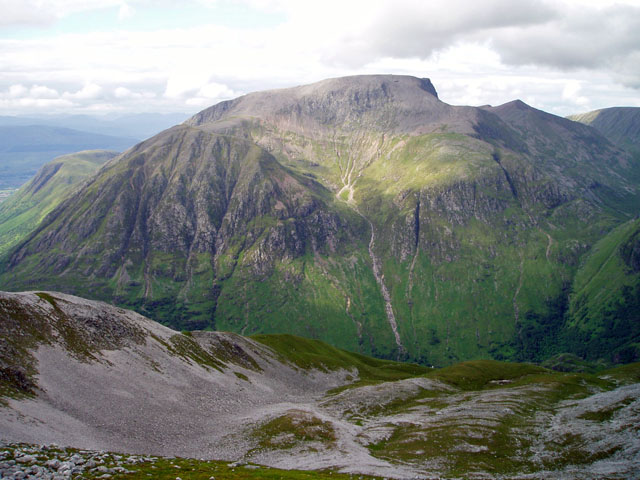
Ben Nevis – Scozia
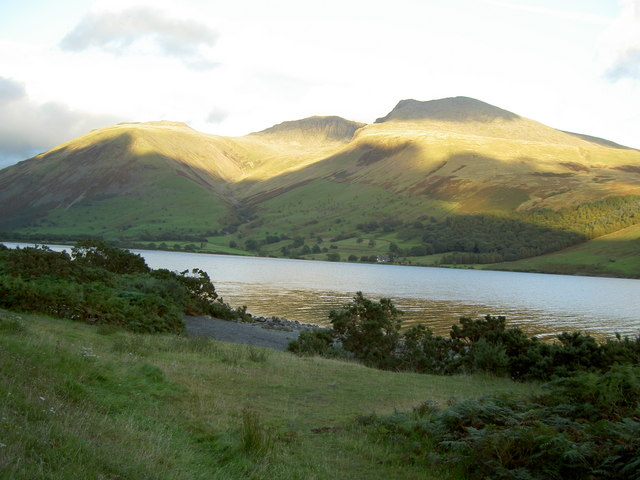
Scafell Pike – Inghilterra
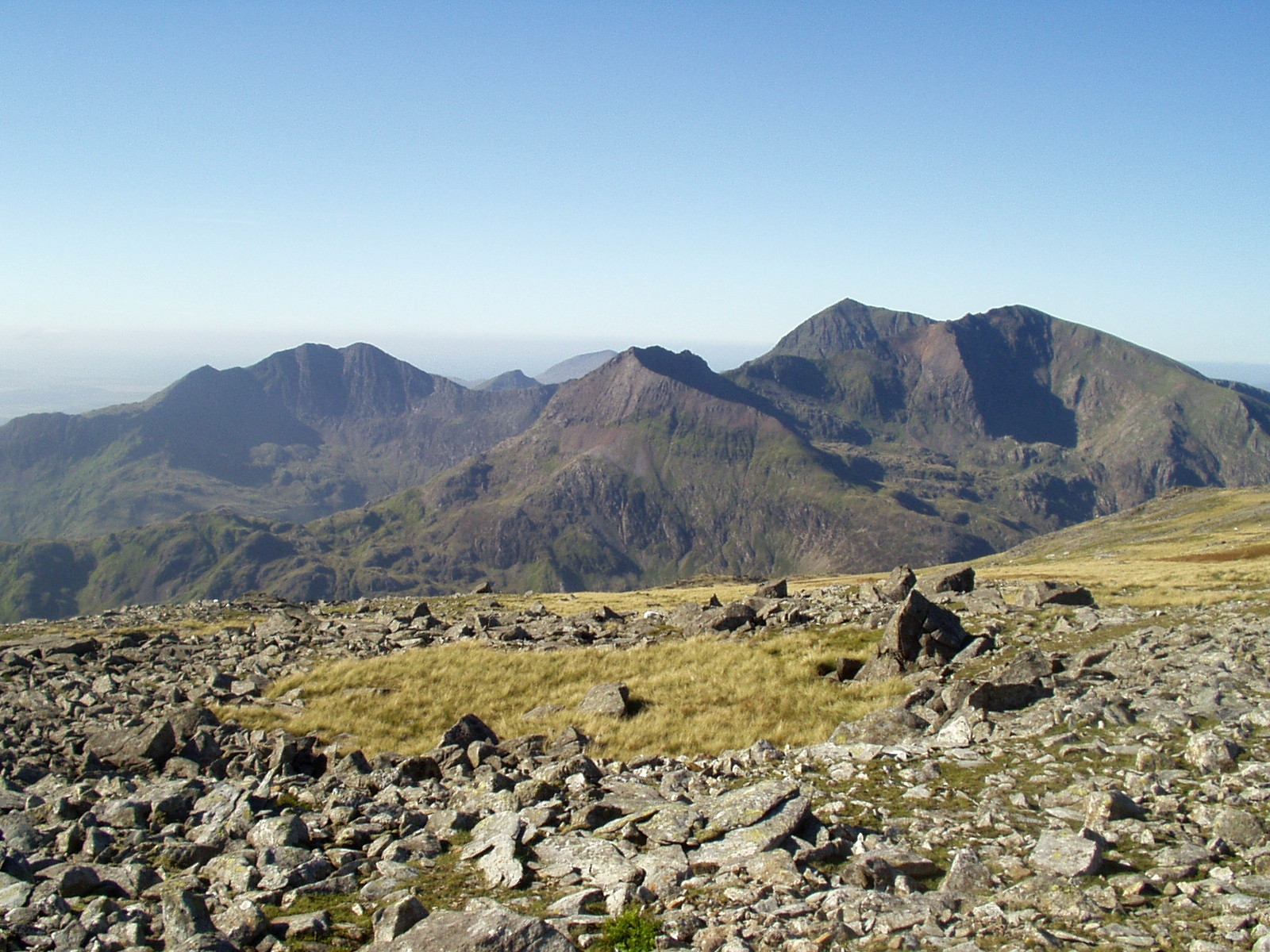
Snowdon – Galles

## Varietà
Una delle varianti della sfida è la "sfida delle sei cime" che consiste nel superare sei picchi: tre in Gran Bretagna, nonché le colline più alte dell'Isola di Man, dell'Irlanda del Nord e dell'Irlanda in 72 ore.

## Critica
Three Peaks Challenge è criticata per aver causato l'erosione delle strade di montagna, l'inquinamento dei torrenti di montagna e l'aumento della quantità di immondizia nelle montagne in aree difficili da pulire. Una delle organizzazioni critiche è il National Trust.